# Colpotrochia lineolata
Colpotrochia lineolata là một loài tò vò trong họ Ichneumonidae.